# 彼得·圣吉
彼得·圣吉（Peter M. Senge，1947年—）美国系统科学家，MIT史隆管理學院高級講師，新英格蘭複雜技術研究所兼任教授，著有《第五項修練》。

## 学术成就

### 架構學習型組織的理論與實務
2005年底，《金融時報》針對全球商業領袖做了一項調查，從二十餘萬本商業管理的書中選出了二十多年來最具影響力的書，彼得·聖吉所著的《第五項修練》高居榜首。圣吉被譽為領導全球「學習革命」的先趨。所谓「第五項修練」，就是系統思考。其他四項學習修練分別是：自我超越、改善心智模式、建立共同願景及團隊學習。聖吉認為透過這五項修練可以建立一種能在變動環境中持續擴展群體創造、創新能力並在工作中活出生命意義的組織，即「學習型組織」。

## 主要著作
- 《第五项修练：学习型组织的艺术与实务》（The Fifth Discipline: The Art and Practice of the Learning Organization）
- 《必要的革命：個人與組織如何共創永續社會》(The Necessary Revolution:How Individuals and Organizations Are Working Together to Create a Sustainable World)